# Rian Vogels
H.W. (Rian) Vogels (Deurne, 24 februari 1970) is een Nederlands politica voor de VVD, bestuurder en oud-rechter en -advocaat. Sinds 13 juni 2023 is ze lid van de Eerste Kamer der Staten-Generaal.

## Biografie
Vogels werd geboren in Deurne en volgde daar haar middelbare school aan het St.-Willibrord Gymnasium. Hierna studeerde ze Nederlands civiel recht aan de Rijksuniversiteit Leiden en internationaal recht in de Verenigde Staten aan de Universiteit van Connecticut.
Ze was van 1997 tot 2007 advocaat in Rotterdam en Amsterdam. Daarna was ze van 2007 tot 2013 rechter in Rotterdam en van 2013 tot januari 2020 senior rechter in Den Haag. Ook was ze tot 2020 lid van de wrakingskamer van Den Haag.
Vanaf januari 2020 was ze voorzitter van de nieuw opgerichte Integriteitskamer van het Caribische eiland Sint Maarten. Daarnaast was ze vanaf juni 2020 lid van de Commissie Mijnbouwschade, een orgaan dat een loket moet vormen voor mensen die schade hebben aan gebouwen door mijnbouw in Nederland, uitgezonderd het Groningenveld. Ook is ze sinds september 2022 lid van de raad van toezicht van de Sint Maartenskliniek.

### Politiek
Op politiek gebied is Vogels aangesloten bij de liberale VVD. Ze was van 2004 van 2008 voorzitter van de afdeling Heemstede en van 2015 tot 2017 van de regio-afdeling Kennemerland. Sinds 13 juni 2023 is ze lid van de Eerste Kamer der Staten-Generaal voor de partij. Hiervoor legde ze haar functie bij de Commissie Mijnbouwschade per direct neer, en die bij de Sint Maartense Integriteitskamer per 1 oktober dat jaar.

## Persoonlijk
Vogels is getrouwd en heeft een zoon en twee dochters.